# Gino Cervi
Gino Cervi (3 de maio de 1901 - 3 de janeiro de 1974) foi um ator italiano com fama internacional.

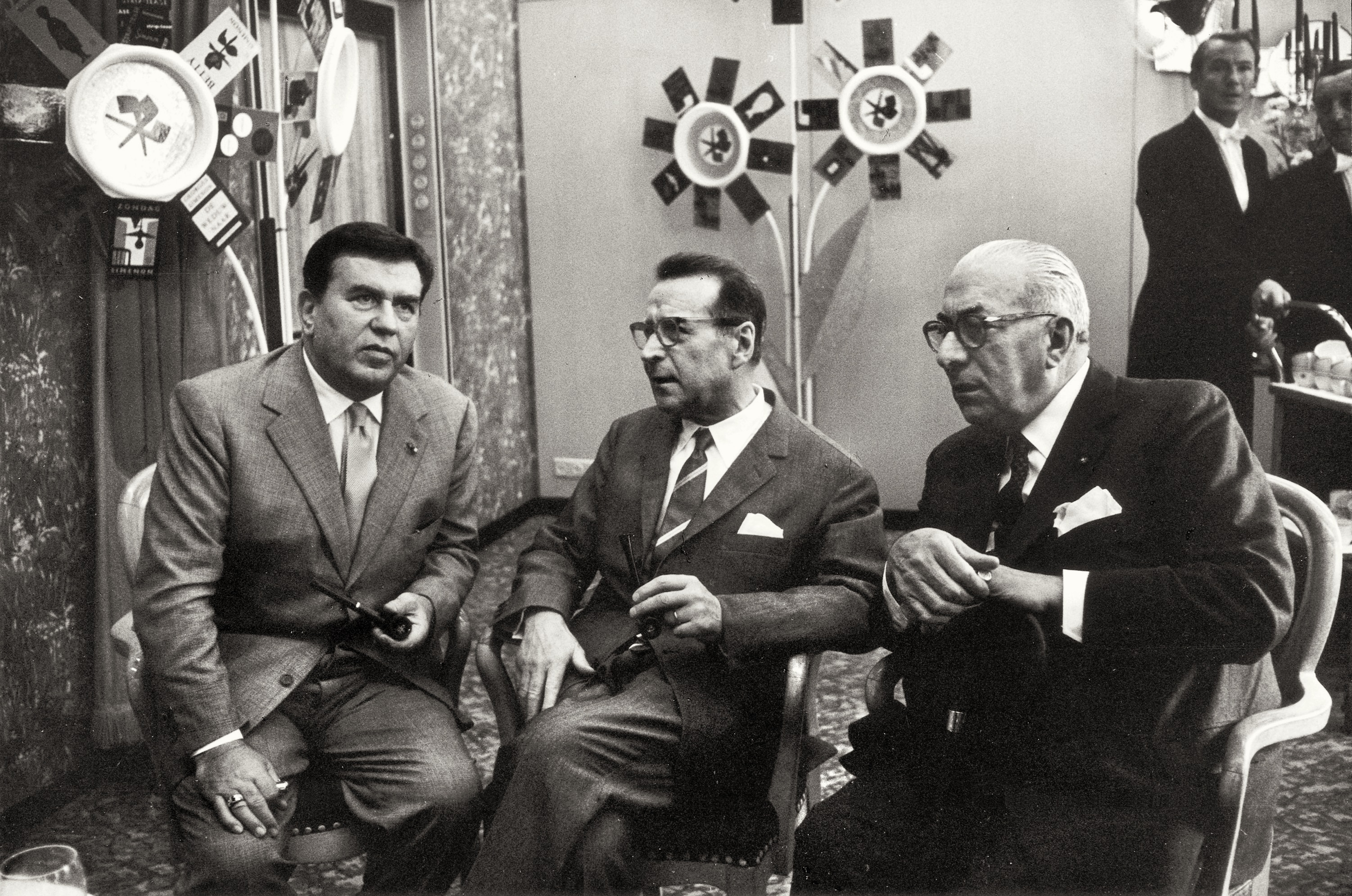
Gino Cervi, Georges Simenon, Arnoldo Mondadori

Cervi nasceu na Bolonha. Seu pai foi o crítico teatral Antonio Cervi. Em 1928, casou-se com Nini Gordini (uma de suas parceiras) e tiveram um filho, Tonino cervi. Posteriormente, tornou-se o avô da atriz Valentina cervi e do produtor Antonio Levesi Cervi.
Cervi é mais conhecido por seu papel como Giuseppe Bottazzi ("Peppone"), o prefeito comunista nos filmes de Don Camillo das décadas de 1950 e 1960. Ele compartilhou grande cumplicidade e amizade com a co-estrela Fernandel durante 15 anos atuando e seus respectivos papéis nos filmes de Don Camillo.
No final de sua carreira, atuou como Comissário Maigret por seis anos na versão italiana destas histórias de assassinato, que terminaram em um filme Maigret in Pigalle (Mario Landi, 1966), produzido por seu filho Antonio Cervi. Ele morreu em Punta Ala em 1974.

## Filmografia seleta
- 1941 — La corona di ferro
- 1949 — Yvonne la nuit
- 1954 — Si Versailles m'était conté
- 1955 — Il coraggio
- 1958 — Amore e chiacchiere
- 1960 — L'assedio di Siracusa